# Cronologia della seconda guerra mondiale (1943)
Questa cronologia della seconda guerra mondiale contiene gli eventi militari, politici e diplomatici inerenti alla seconda guerra mondiale e fatti collegati, dal 1º gennaio al 31 dicembre 1943.

## 1943

### Gennaio

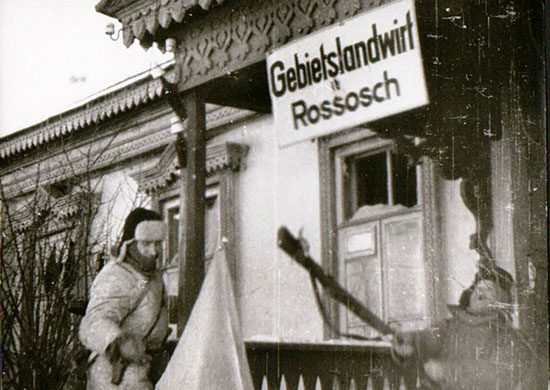
I sovietici occupano Rossoš' il 16 gennaio
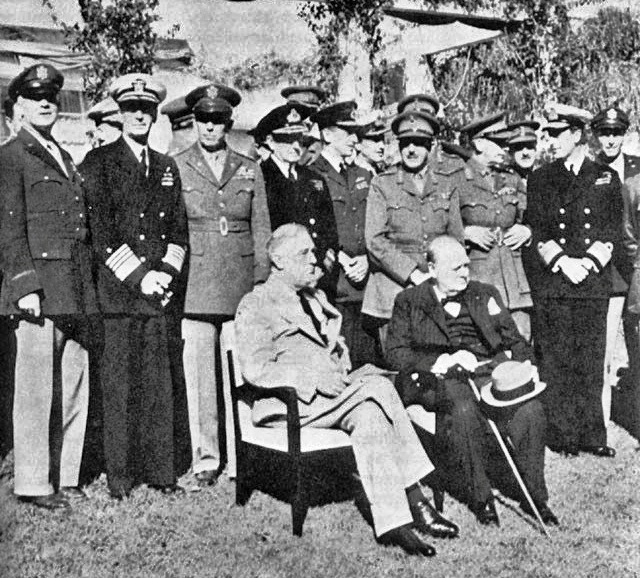
Conferenza di Casablanca il 24 gennaio
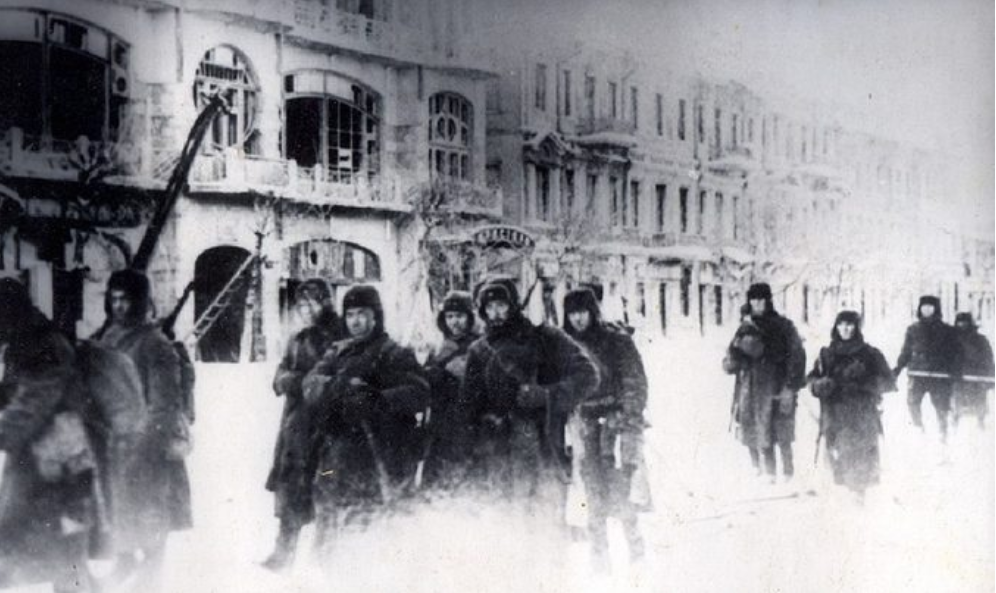
Liberazione di Voronež il 25 gennaio
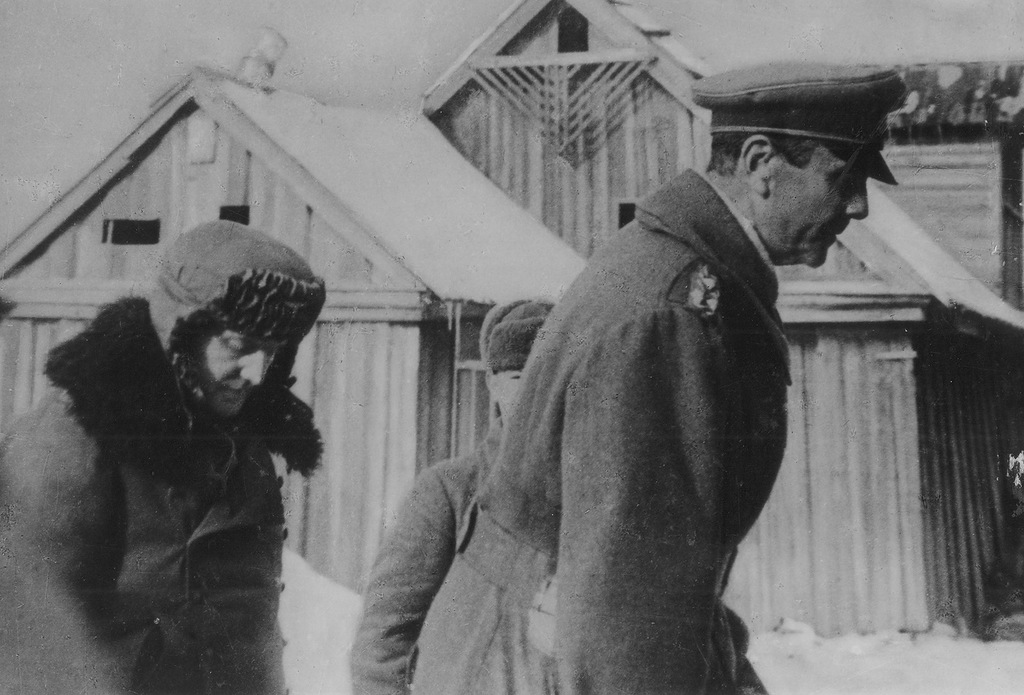
Resa del feldmaresciallo Friedrich Paulus a Stalingrado il 31 gennaio

- 4 gennaio - La maggior parte del Fezzan viene conquistato dal generale Leclerc della Francia libera.
- 10 gennaio: Battaglia di Stalingrado: inizia l'operazione Anello, l'offensiva finale dell'Armata Rossa per annientare le truppe tedesche della 6. Armee accerchiate nella sacca di Stalingrado dal 23 novembre 1942.
- 12 gennaio - Inizio della nuova offensiva dell'Armata Rossa sull'alto Don (Offensiva Ostrogorzk-Rossoš): crollo delle forze tedesco-ungheresi e accerchiamento degli Alpini italiani.
- 14 gennaio - Conferenza di Casablanca. Il presidente Franklin D. Roosevelt e il primo ministro Winston Churchill decidono di rinviare l'apertura del secondo fronte in Europa occidentale e di organizzare invece lo sbarco in Sicilia nel Teatro del Mediterraneo. Accordo tra i due capi alleati sul principio della resa incondizionata.
- 15 gennaio - Gli americani completano la conquista di Guadalcanal.
- 16 gennaio - I tedeschi danno inizio all'operazione Weiss, la quarta offensiva dell'Asse contro i partigiani jugoslavi.
- 16 gennaio - I sovietici occupano Rossoš', quartier generale del Corpo d'armata alpino in Russia, durante offensiva Ostrogorzk-Rossoš
- 18 gennaio - Assedio di Leningrado; dopo violenti combattimenti le truppe sovietiche riescono a rompere l'accerchiamento tedesco; viene riaperto un collegamento terrestre con la grande città.
- 18 gennaio - Prima rivolta degli ebrei del ghetto di Varsavia.
- 20 gennaio - Avanzata dell'Armata Rossa sovietica su tutto il fronte da Voronež al Caucaso.
- 23 gennaio - I britannici dell'8ª armata del generale Bernard Montgomery occupano Tripoli e si congiungono nel Fezzan con le forze della Francia libera.
- 24 gennaio - Franklin D. Roosevelt e Winston Churchill concludono la Conferenza di Casablanca.
- 25 gennaio - I sovietici liberano Voronež, durante l'offensiva Voronež-Kastornoe
- 26 gennaio - Battaglia di Nikolaevka: le superstiti forze italiane riescono ad uscire dalla sacca d'accerchiamento sovietica.
- 27 gennaio - Primo bombardamento americano sul territorio tedesco, a Wilhelmshaven, presso Amburgo.
- 29 gennaio - Inizia l'operazione Galoppo, l'offensiva generale sovietica in direzione del Dniepr
- 31 gennaio: Battaglia di Stalingrado; fine della resistenza tedesca nel settore meridionale della sacca; resa del feldmaresciallo Friedrich Paulus e dello stato maggiore della 6. Armee.

### Febbraio

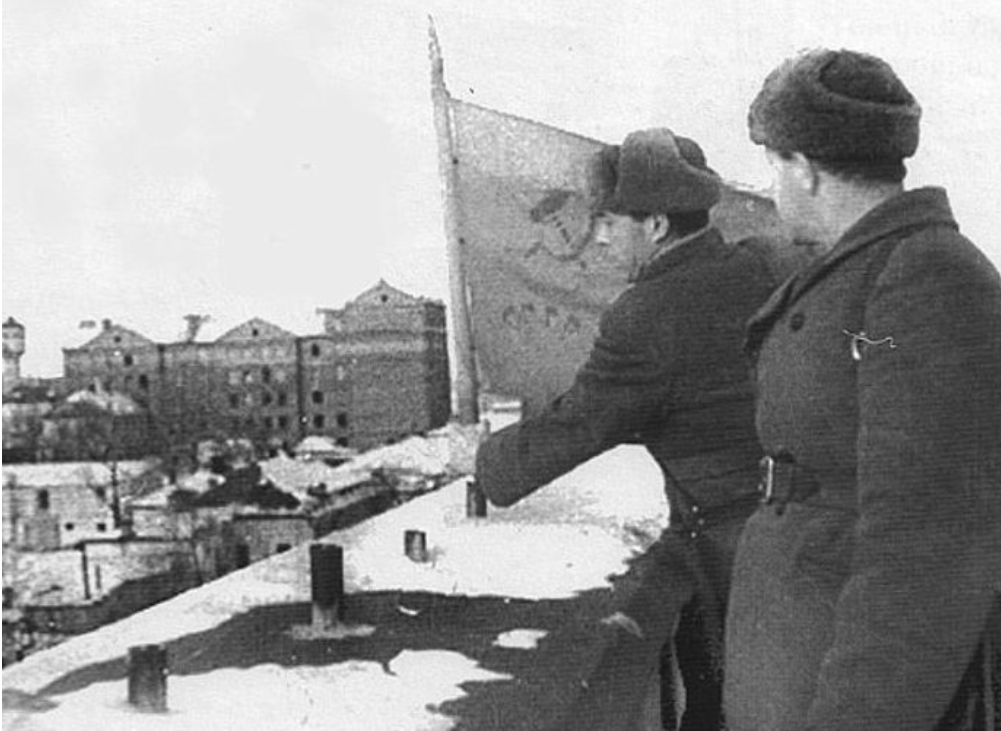
Liberazione di Kursk l'8 febbraio
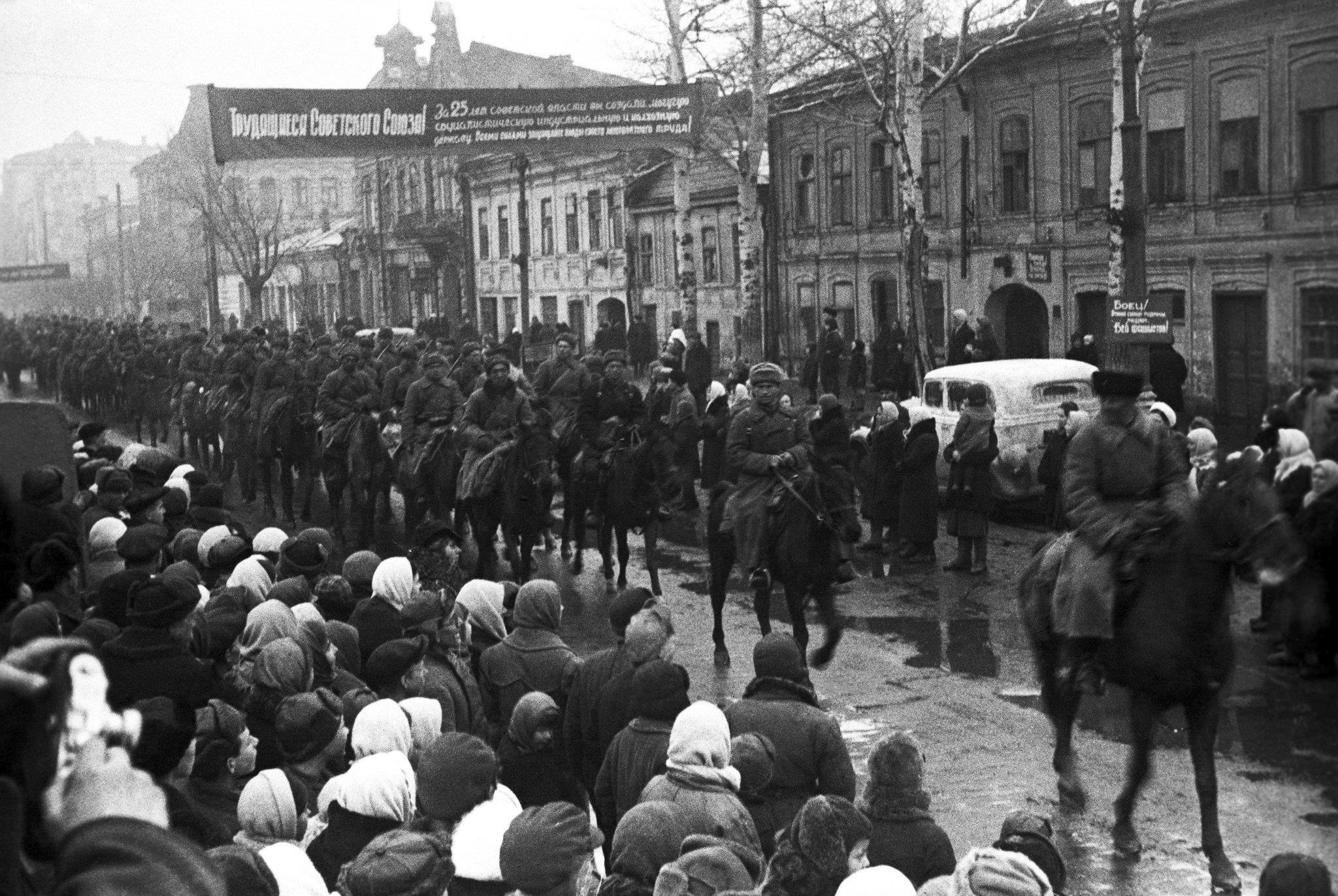
La cavalleria sovietica entra a Rostov sul Don il 14 febbraio
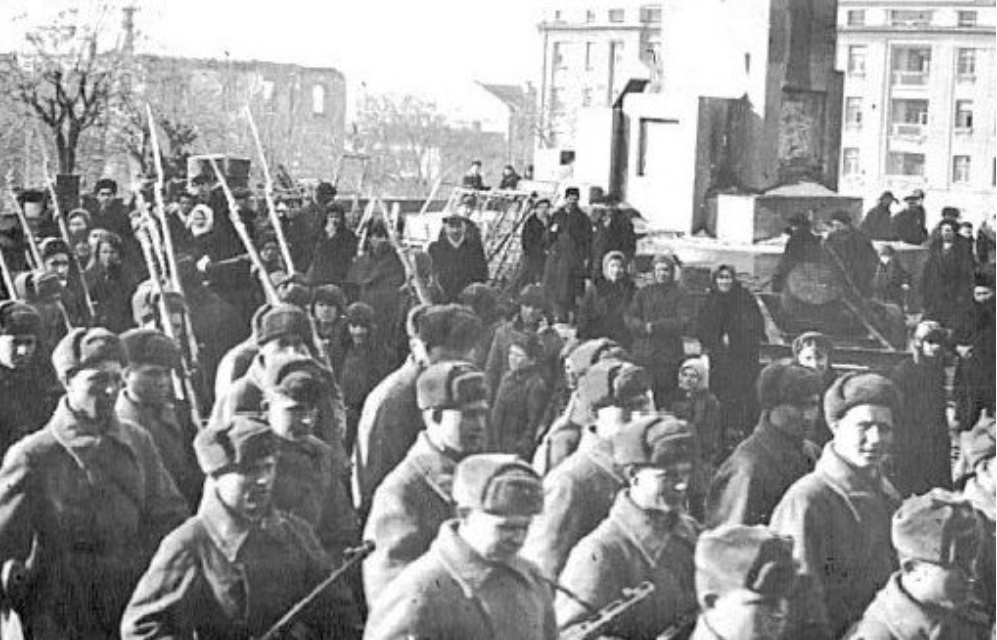
I soldati dell'Armata Rossa entrano a Vorošilovgrad il 14 febbraio
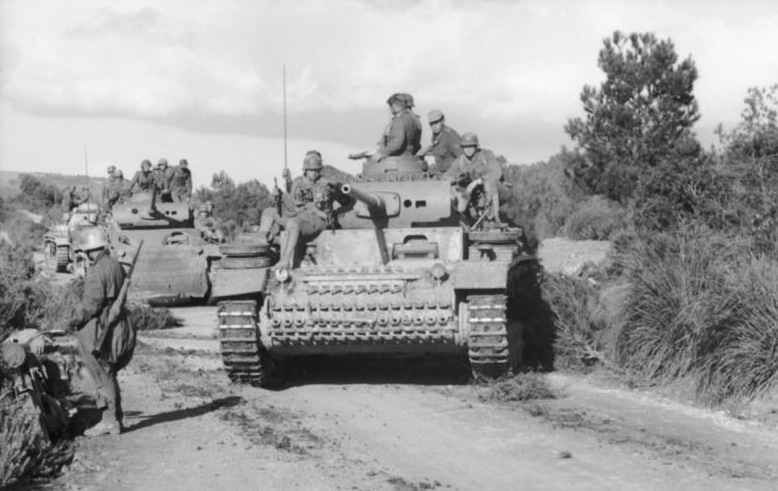
Vittoria tedesca in Tunisia a Sidi Bou Zid il 14-15 febbraio
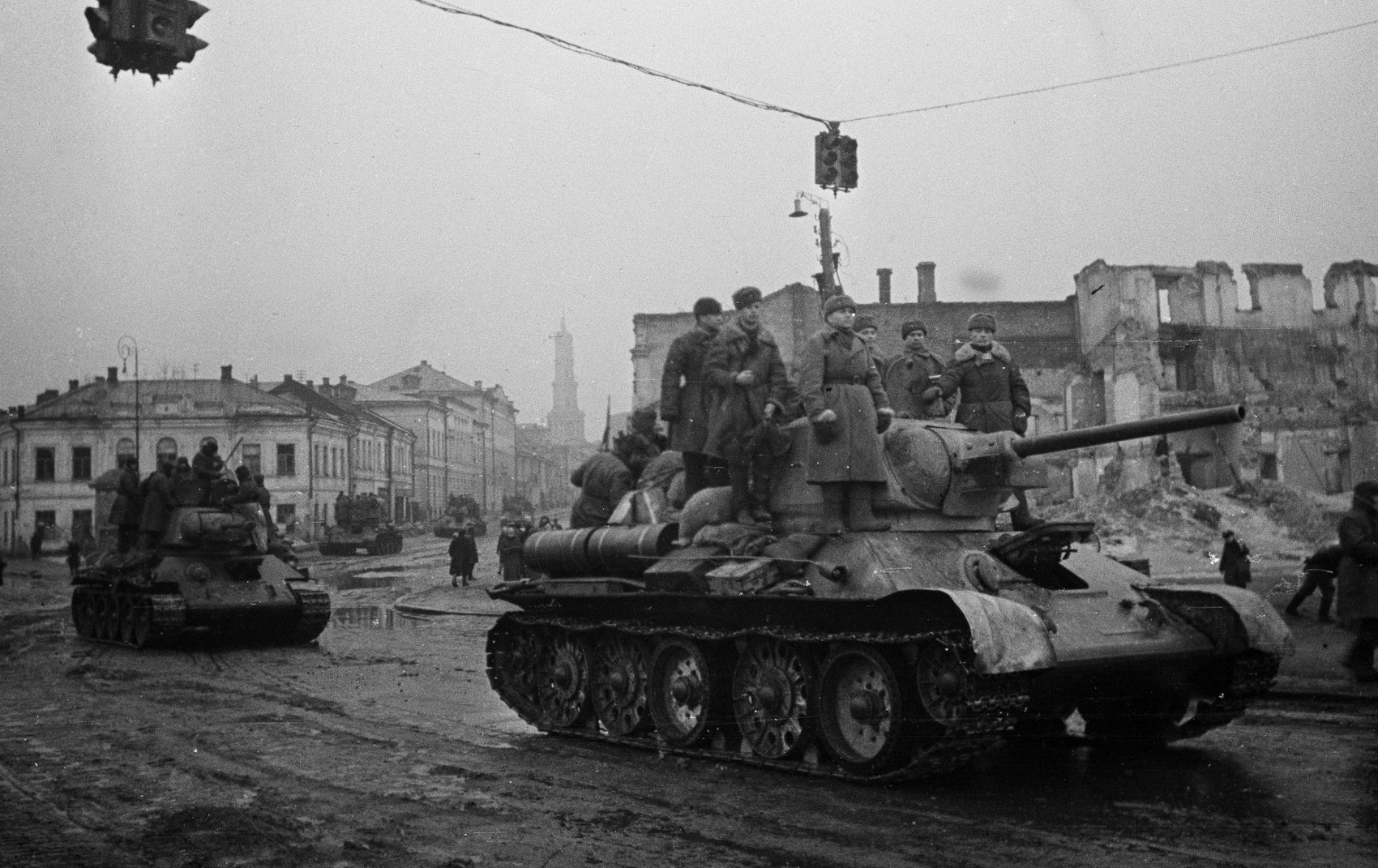
I carri armati sovietici al centro di Char'kov il 16 febbraio

- 1º febbraio - Iniziano le operazioni di intelligence anglo-americane per spiare la corrispondenza delle delegazioni sovietiche in Gran Bretagna e Stati Uniti[1].
- 1º febbraio - Vidkun Quisling è nominato Primo ministro della Norvegia.
- 2 febbraio - Battaglia di Stalingrado: resa delle ultime truppe tedesche della 6. Armee accerchiate nel settore settentrionale della sacca; la battaglia si conclude dopo oltre sei mesi di combattimenti con la vittoria completa dell'Armata Rossa.
- 2 febbraio - Inizia l'operazione Stella, l'offensiva sovietica verso Char'kov
- 8 febbraio - Battaglia di Guadalcanal: fine della battaglia con la ritirata generale giapponese.
- 8 febbraio - L'Armata Rossa libera Kursk.
- 10 febbraio - Operazione Stella: le colonne corazzate sovietiche superano il Donec e avanzano verso Char'kov
- 11 febbraio - Europa: Il generale Dwight D. Eisenhower viene nominato comandante delle forze alleate in Europa.
- 14 febbraio - Battaglia di Sidi Bou Zid, le Panzer-Divisionen tedesche sconfiggono duramente le forze corazzate americane in Tunisia.
- 14 febbraio - Battaglia di Rostov: l'Armata Rossa libera Rostov sul Don, le truppe tedesche completano la ritirata dal Caucaso.
- 14 febbraio - Operazione Galoppo: l'Armata Rossa libera Vorošilovgrad e avanza verso il Mar d'Azov
- 15 febbraio - Operazione Stella: i carri armati sovietici liberano Char'kov; avanzata dell'Armata Rossa verso il Dniepr; ritirata delle truppe Waffen-SS
- 17 febbraio - Pesante bombardamento della città di Cagliari da parte degli Alleati. La città verrà distrutta all'80%.
- 17-20 febbraio - Battaglia della Neretva: i partigiani jugoslavi sconfiggono le truppe italiane schierate sul fiume Neretva.
- 18 febbraio - La Gestapo arresta i membri della Rosa Bianca.
- 19 febbraio - Battaglia del passo di Kasserine: nuova sconfitta delle forze americane contro l'Afrikakorps di Rommel in Tunisia
- 21 febbraio - Inizia la controffensiva tedesca del feldmaresciallo Erich von Manstein nel settore meridionale del Fronte orientale.
- 22 febbraio - I membri della Rosa Bianca vengono giustiziati.

### Marzo

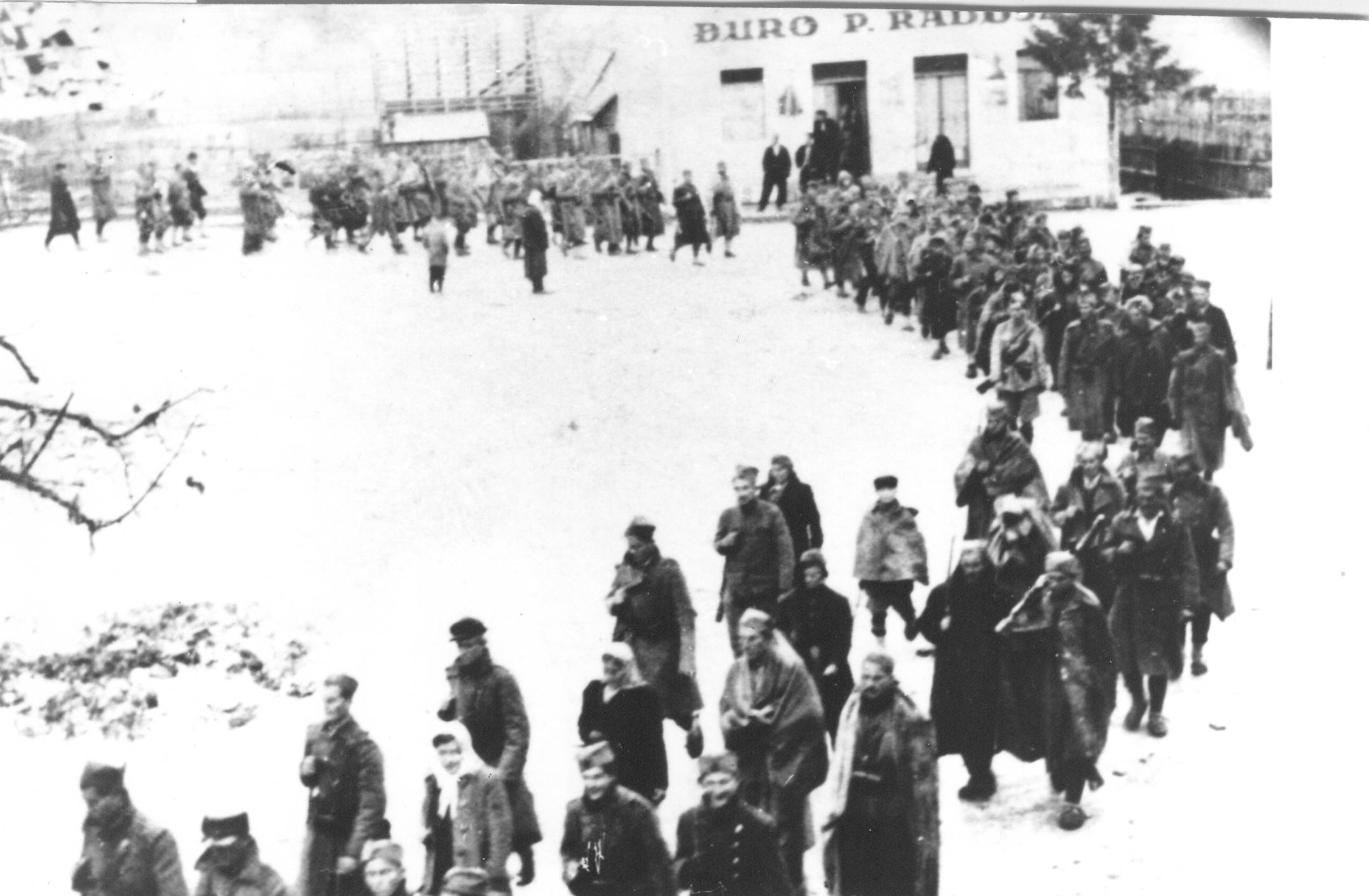
I partigiani jugoslavi in marcia durante la battaglia della Neretva, 6-7 marzo
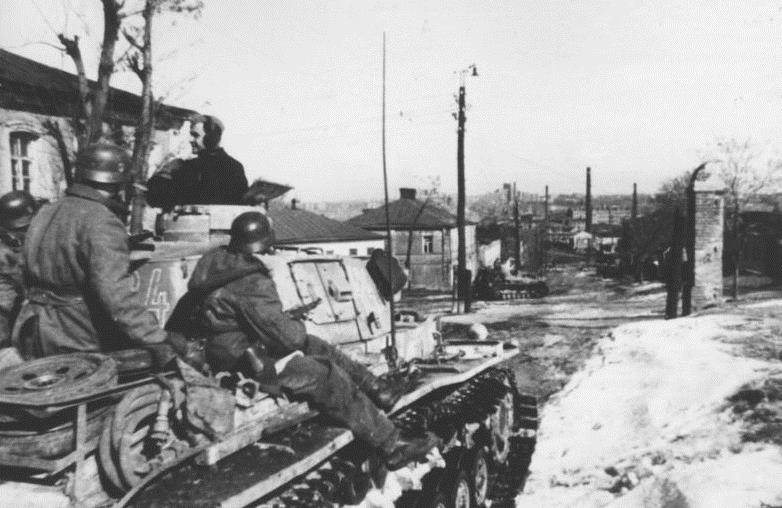
I tedeschi riconquistano Char'kov, 15 marzo
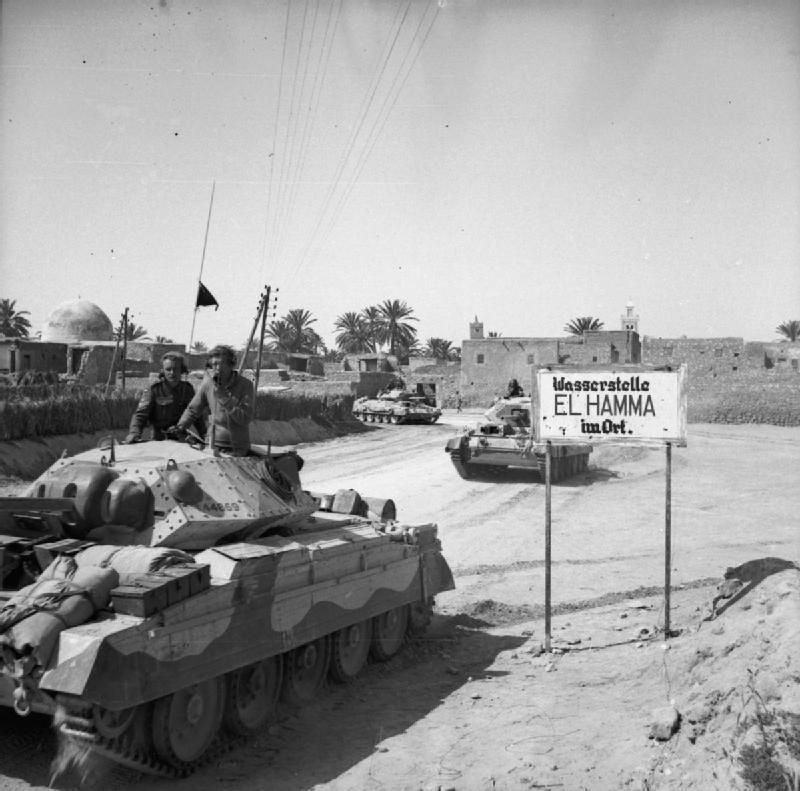
Mezzi corazzati britannici in Tunisia durante l'operazione Pugilist

- Un'ondata di scioperi investe l'Italia del nord, in particolare Torino, sotto la direzione anche di militanti anti-fascisti. La crisi economica dovuta alla guerra che si trascina da anni ha messo in crisi il sistema produttivo nazionale. Dure le reazioni verbali di Hitler alla notizia degli scioperi.
- 1º marzo - Heinz Guderian viene nominato "Ispettore generale delle truppe corazzate".
- 2 marzo - Battaglia del Mare di Bismarck: navi americane e australiane affondano diverse navi di un convoglio giapponese.
- 6-7 marzo - Fase decisiva della battaglia della Neretva, i partigiani jugoslavi superano il fiume Neretva e passano in Erzegovina, sfuggendo alle truppe dell'Asse.
- 13 marzo - I tedeschi liquidano il Ghetto di Cracovia.
- 15 marzo - Terza battaglia di Char'kov: le forze corazzate tedesche concludono la controffensiva iniziata il 23 febbraio riconquistando la grande città ucraina.
- 18 marzo - La Guyana francese si schiera con la Francia Libera.
- 26 marzo - Varsavia: Operazione Arsenal
- 27 marzo - Battaglia delle isole Komandorski: scontro tra la flotta americana e quella giapponese.

### Aprile
- 7 aprile - La Bolivia dichiara guerra all'Asse.
- 12 aprile - Rivelazione del massacro di Katyn'.
- 26 aprile - Rottura delle relazioni diplomatiche tra l'Urss e il governo in esilio della Polonia.

### Maggio
- 6 maggio - Disastrosa incursione aerea alleata su Reggio Calabria, due ondate composte da cinquanta quadrimotori americani, provocano oltre 250 imorti e 277  feriti,  Secondo altri i morti furono oltre 600 e secondo V.Larizza circa 2000.
- 11 maggio - Truppe americane invadono Attu, nelle isole Aleutine, nel tentativo di scacciare le forze giapponesi occupanti.
- 13 maggio - L'Afrikakorps tedesco e le truppe italiane si arrendono in Tunisia.
- 15 maggio - Costituzione in Francia del Consiglio nazionale della resistenza. Scioglimento del Comintern a Mosca.
- 15 maggio - I tedeschi danno inizio all'operazione Schwarz, la quinta offensiva dell'Asse contro le forze partigiane in Jugoslavia.
- 16 maggio - Termina la rivolta del Ghetto di Varsavia.
- 16-17 maggio - Operazione Chastise - bombardamento aereo notturno di precisione delle dighe tedesche sui fiumi Eder, Sorpe e Möhne.
- 24 maggio - Josef Mengele viene nominato Comandante della sezione medica del campo di concentramento di Auschwitz.

### Giugno
- 10 giugno - gli americani occupano l'isola di Pantelleria
- 11 giugno - viene occupata Lampedusa
- 12 giugno - Con l'Operazione Corkscrew inizia l'invasione del continente da sud: conquista di Pantelleria da parte delle truppe Anglo-Americane.
- 12-14 giugno - Battaglia della Sutjeska: il nucleo principale dei partigiani jugoslavi di Josip Broz Tito riesce a rompore l'accerchiamento tedesco e a fuggire in Bosnia; gravi perdite partigiane, le truppe tedesche uccidono sommariamente feriti e civili.

### Luglio

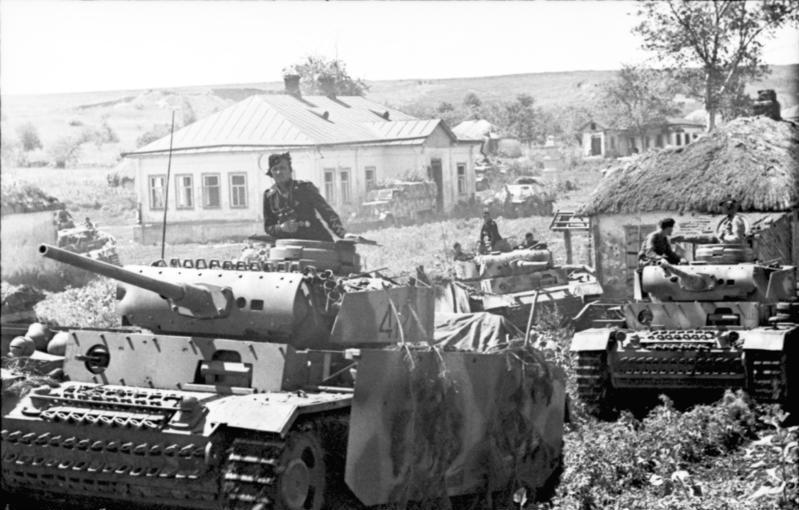
Colonne di panzer durante la battaglia di Kursk

- 4 luglio - Inizio della battaglia di Kursk, la più grande battaglia di carri della storia.
- 6 luglio - Battaglia del Golfo di Kula tra le forze statunitensi e quelle giapponesi.
- 10 luglio - Italia: con lo Sbarco in Sicilia la Settima Armata statunitense del generale George Patton sbarca in Sicilia, fra Licata e Gela, mentre l'Ottava Armata, comandata dal generale Montgomery, sbarca fra Pachino e Siracusa.
- 12 luglio - Battaglia di Kolombangara tra le forze americane e quelle giapponesi.
- 12 luglio - Battaglia di Prochorovka: grande scontro di carri durante la battaglia di Kursk, le forze tedesche vengono fermate e respinte.
- 12 luglio - L'Armata Rossa sferra la grande offensiva contro il saliente di Orël (Operazione Kutuzov).
- 15 luglio - Incursione aerea sulla stazione ferroviaria di Foggia.
- 17 luglio - Fallimento della prima offensiva sovietica sul fronte del Mius (Miusfront).
- 19 luglio - Roma viene bombardata dagli Alleati. Incontro di Hitler e Mussolini a Feltre
- 22 luglio - Nuova incursione aerea sulla stazione ferroviaria di Foggia con mitragliamento in tutto il rione.
- 24 luglio - Inizio dell'Operazione Gomorrah: aeroplani britannici e canadesi bombardano Amburgo di notte, mentre l'aviazione americana di giorno. Alla fine dell'operazione, in novembre, 9.000 tonnellate di esplosivi avranno provocato 30.000 morti e la distruzione di 280.000 edifici.
- 24-25 luglio - Il Gran Consiglio del Fascismo mette in minoranza Mussolini grazie ad un ordine del giorno presentato da Dino Grandi. Mussolini si riferirà ai votanti con il termine spregiativo di «venticinqueluglisti».
- 25 luglio Con un giorno d'anticipo, Vittorio Emanuele III riceve Benito Mussolini e lo considera dimissionario. Sorpreso, Mussolini viene condotto in un'autoambulanza e arrestato, per salvaguardare l'incolumità dello stesso Mussolini. Il potere è affidato al Maresciallo d'Italia generale Pietro Badoglio. L'intero Paese è investito da manifestazioni di esultanza. Scompare il Partito Fascista. Inizio dei «quarantacinque giorni». Alla Germania è assicurata la lealtà politica e militare.
- 28 luglio - Esce in Sicilia il "manifesto separatista", che chiede agli Alleati di riconoscere l'isola come Stato sovrano indipendente a regime repubblicano.

### Agosto

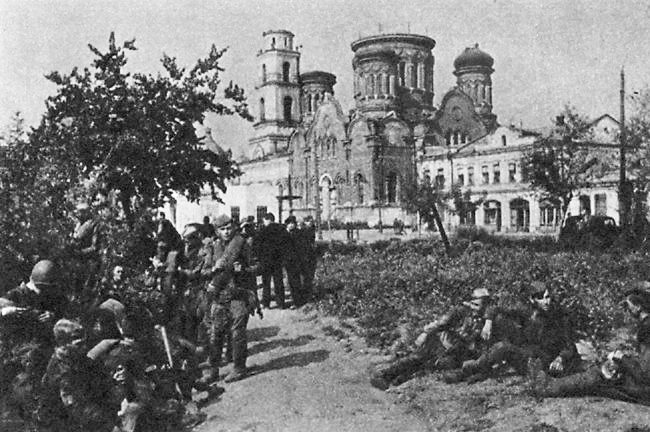
Soldati sovietici al centro di Orël, 5 agosto 1943
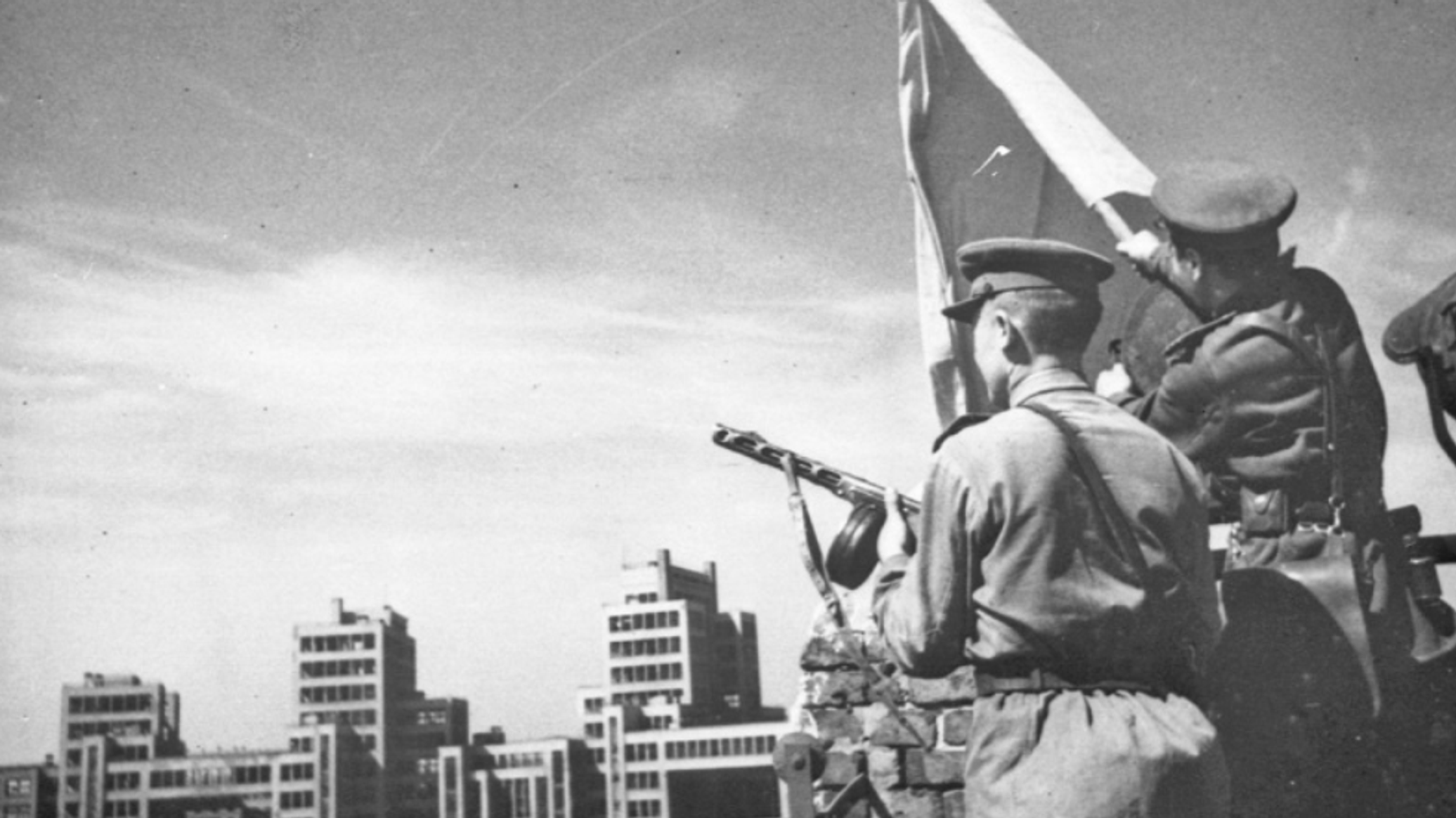
I sovietici liberano Char'kov il 23 agosto 1943

- agosto - Truppe tedesche iniziano a spostarsi in l'Italia per contrastare una possibile "defezione" dell'alleato dell'Asse.
- 1º agosto - Il Giappone dona l'indipendenza alla Birmania.
- 3 agosto - Quarta battaglia di Char'kov: le forze sovietiche sferrano una grande offensiva nel settore meridionale del fronte orientale (operazione Rumjantsev).
- 5 agosto - Le truppe sovietiche entrano a Orël, durante l'operazione Kutuzov. Altri reparti dell'Armata Rossa liberano Belgorod. Inizia la battaglia di Adrano
- 6 agosto - Battaglia del Golfo di Vella tra le forze americane e quelle giapponesi. La battaglia di Adrano si conclude in una vittoria britannica
- 6-8 agosto - Bombardamenti alleati su Milano, Torino e Genova.
- 11 agosto - Il primo dei 108 bombardamenti di Terni.
- 12 agosto - Grandi battaglie di carri sul fronte orientale a Bogodukhov e Akhtyrka
- 13 Agosto - Seconda incursione aerea di Roma (Pigneto - San Giovanni)
- 14 agosto - Incontro tra Hitler e Boris III di Bulgaria a Rastenburg
- 17 agosto - La Settima armata americana raggiunge Messina, seguita dopo poche ore dall'Ottava armata britannica, sancendo così la completa conquista della Sicilia.
- 17-18 agosto - Operazione Hydra: 600 bombardieri decollati dalla Gran Bretagna bombardano Peenemünde.
- 19 agosto - Bombardamento a tappeto su tutta la città di Foggia.
- 23 agosto - L'Armata Rossa libera definitivamente Char'kov
- 24-25 agosto - Migliaia di bombe vengono lanciate sulla città di Foggia, anche durante la notte, fino al 25 mattina.
- 27 agosto - Bombardamento aereo di Caserta con gravi danni al Palazzo Reale, alla stazione e linea ferroviaria, alla caserma sede del distretto militare, alla cattedrale, al santuario salesiano del Cuore Immacolato di Maria con annesso istituto, all'ospedale civile e alla vicina chiesa di Santa Maria di Loreto (oggi santuario di Sant'Anna), al rifugio bellico Ricciardelli e alla chiesa di San Vitaliano con trecento morti.
- 28 agosto - Boris III di Bulgaria muore a Sofia, forse avvelenato dai nazisti
- 29 agosto - La Germania scioglie il governo della Danimarca.
- 31 agosto - Bombardamento di Pisa.

### Settembre
- Edgardo Sogno, ex ufficiale del corpo volontario fascista nella Guerra civile spagnola, viene arruolato nello Special Operations Executive (SOE) il servizio segreto militare britannico. Svolgerà una funzione di collegamento con le brigate partigiane operanti nel nord Italia.
- 3 settembre - L'Italia firma l'armistizio con gli Alleati.
- 8 settembre - L'armistizio con gli Alleati viene reso noto alla popolazione con un proclama del maresciallo Badoglio. Fuga del Re Vittorio Emanuele III da Roma. I tedeschi reagiscono con l'operazione Achse e in pochi giorni occupano l'Italia centro-settentrionale; disgregazione del Regio Esercito. Eccidio di Cefalonia. Consegna della flotta italiana agli Anglo-Americani presso l'isola di Malta.
- 8 settembre - Julius Fučík viene ucciso dai tedeschi.
- 8 settembre - Nel corso dell'offensiva del Donbass, l'Armata Rossa libera Stalino
- 9 settembre - Costituzione del Comitato di Liberazione Nazionale: ha inizio ufficialmente la resistenza partigiana in Italia. Sbarco della V armata americana a Salerno. Il governo e la famiglia reale in fuga per Pescara e Brindisi.
- 10 settembre - I tedeschi occupano Roma. Bombardamento di Isernia, decine di morti, truppe italiane riprendono le armi presso Venafro.
- 10 settembre - L'Armata Rossa libera Mariupol durante l'offensiva del Donbass
- 12 settembre - Operazione Quercia: un commando di paracadutisti tedeschi libera Mussolini dal Gran Sasso.
- 13 settembre - Chiang kai-shek nominato presidente della repubblica cinese.
- 14 settembre - La Kriegsmarine, rappresentata dal capitano di vascello Max Berninghaus, e la Xª Flottiglia MAS rappresentata dal principe Junio Valerio Borghese firmano un accordo per una reciproca collaborazione nel rispetto dell'indipendenza e autonomia operativa della formazione italiana.
- 16 settembre - Deportazione degli ebrei da Merano.
- 19 settembre - Eccidio di Boves.
- 20 settembre - I sovietici liberano Poltava.
- 22 settembre - Le truppe sovietiche raggiungono il fiume Dniepr.
- 23 settembre - Viene costituita la Repubblica di Salò.
- 25 settembre - Liberazione di Smolensk, sul fronte orientale
- 27-30 settembre - Le Quattro giornate di Napoli: insurrezione popolare a Napoli contro le truppe tedesche.

### Ottobre
- 1º ottobre - Gli alleati entrano a Napoli, già liberata dai patrioti.
- 2-9 ottobre - Operazione Nubifragio
- 3 ottobre - gli inglesi sbarcano sul litorale molisano a Termoli.
- 6 ottobre - I tedeschi sgomberano la Corsica.
- 6 ottobre - Battaglia navale di Vella Lavella tra le forze americane e quelle giapponesi.
- 8 ottobre - In tutta la Val d'Ossola si sviluppa l'attività partigiana.
- 13 ottobre - l'Italia dichiara guerra alla Germania nazista e diventa cobelligerante a fianco degli Alleati.
- 14 ottobre - Rivolta al Campo di sterminio di Sobibór: Evasione di massa di 300 detenuti, di cui solo circa 40 sopravvissuti; uccisi anche 11 ufficiali tedeschi.
- 14 ottobre - L'Armata Rossa libera Zaporož'e nel corso dell'offensiva del basso Dnepr
- 16 ottobre - Rastrellamento del ghetto di Roma.
- 20 ottobre - Campagna d'Italia: Il VI Corpo americano supera in diversi punti la linea del Volturno e truppe della 34ª e 45ª Divisione entrano rispettivamente ad Alife e Piedimonte d'Alife; la linea del Volturno è superata.

Fronte del Pacifico: Il quartier generale nipponico decide l'invio di ulteriori forze nei presidi di Rabaul, delle isole Salomone e della Birmania, mentre gli americani si preparano ad attaccare Bougainville.
- 21 ottobre - Il governo dell'India Libera si insedia a Port Blair appena conquistata.
- 22 ottobre - Massiccio bombardamento della RAF contro le infrastrutture industriali e civili di Kassel.
- 23 ottobre - I sovietici liberano Melitopol
- 25 ottobre - Le forze sovietiche attraversano il fiume Dnepr a nord e a sud di Kiev e liberano Dnepropetrovsk durante l'offensiva del basso Dnepr
- 29 ottobre - truppe canadesi entrano in Campobasso e si scontrano con i tedeschi

### Novembre
- 1º novembre - Operazione Goodtime: sbarco di marines americani a Bougainville, nelle Isole Salomone.
- 1º novembre - Battaglia della baia dell'imperatrice Augusta tra le forze americane e quelle giapponesi.
- 2 novembre - Truppe inglesi raggiungono il fiume Garigliano.
- 3 novembre - Mussolini indice un ordine d'arresto per Galeazzo Ciano.
- 6 novembre - Le truppe sovietiche del generale Nikolaj Vatutin liberano Kiev
- 9-15 novembre - Rivolta antibritannica a Beirut.
- 15 novembre - Heinrich Himmler ordina che la popolazione rom sia trattata allo stesso modo degli ebrei nei campi di concentramento.
- 16 novembre - 160 bombardieri americani bombardano le centrali elettriche e gli stabilimenti per l'acqua pesante di Vemork, in Norvegia, sotto controllo tedesco.
- 18 novembre - 440 bombardieri della RAF bombardano Berlino causando lievi danni e 131 morti, a fronte di una perdita di nove aerei e 53 uomini d'equipaggio.
- 19 novembre - Truppe canadesi e del nuovo esercito del  Regno del Sud liberano la città di  Campobasso
- 20 novembre - Inizio della battaglia di Tarawa: sbarco di marines americani negli atolli di Tarawa e Butaritari delle Isole Gilbert.
- 20 novembre - Controffensiva tedesca in Ucraina, viene controffensiva di Žytomyr
- 22 novembre - Franklin D. Roosevelt, Winston Churchill, e Chiang Kai-Shek si incontrano al Cairo, in Egitto, per discutere sulla strada da intraprendere dopo la sconfitta dell'Impero giapponese.
- 25 novembre - Battaglia di Capo St. George tra le forze americane e quelle giapponesi.
- 28 novembre/1º dicembre - Conferenza di Teheran tra Franklin D. Roosevelt, Winston Churchill e Joseph Stalin per pianificare le future operazioni contro la Germania nazista e la riorganizzazione dell'Europa dopo la fine della guerra.

### Dicembre
- 2 dicembre - La Luftwaffe tedesca bombarda il porto di Bari in mano degli alleati. Sono affondate 17 navi da trasporto. Colpita una nave americana carica di Iprite; la fuoriuscita di sostanze tossiche provoca alcune centinaia di vittime.
- 4 dicembre - Il maresciallo Tito proclama la costituzione di un governo provvisorio jugoslavo nei territori liberati.
- 20 dicembre - Inizia la Battaglia di Ortona
- 24 dicembre - Il generale Dwight D. Eisenhower diventa comandante supremo degli Alleati in Europa.
- 24 dicembre - Nuova grande offensiva dell'Armata Rossa in Ucraina.
- 31 dicembre - Le truppe sovietiche rientrano a Žytomyr.